# Marcel Buysse
Pour les articles homonymes, voir Buysse et Marcel Buysse (cyclisme, 1920).
Marcel Buysse est un coureur cycliste belge, né le 11 novembre 1889 à Wontergem et mort le 3 octobre 1939 à Gand.

## Biographie
Il fait partie d'une famille de coureurs cyclistes : ses frères Lucien, Cyriel et Jules, ses fils Albert et Norbert et son neveu Marcel.
Il fut professionnel de 1909 à 1926, il remporta notamment six étapes du Tour de France 1913 et le Tour des Flandres 1914. Sa carrière fut interrompue par la Première Guerre mondiale.

## Palmarès
- 1909
  - 2e de Anvers-Menin
  - 2e de Bruxelles-Le Coq sur Mer
  - 3e de Bruxelles-De Haan
  - 3e du Championnat des Flandres
- 1910
  - 3e du championnat de Belgique sur route
- 1912
  - 4e du Tour de France
- 1913
  - 3e étape du Tour de Belgique
  - 4e, 7e, 11e, 12e, 14e et 15e étapes du Tour de France
  - 3e du Tour de Belgique
  - 3e du Tour de France
  - 6e de Paris-Tours
- 1914
  - Tour des Flandres
  - 1re étape du Tour de Belgique
  - 2e de Bordeaux-Paris
- 1919
  - Paris-Dinant
  - 3e du Tour d'Italie
  - 3e du Grand Prix de l'Escaut
- 1920
  - 8e étape du Tour d'Italie (contre-la-montre par équipes)
  - Six jours de Bruxelles (avec Alfons Spiessens)
  - 2e des Trois villes sœurs
  - 6e du Tour d'Italie
  - 10e de Paris-Roubaix
- 1921
  - Arlon-Oostende
  - Paris-Dinant
  - 2e du Championnat des Flandres
- 1922
  - Six jours de Gand (avec Oscar Egg)
  - 3e des Trois villes sœurs
- 1924
  - Six jours de New York (avec Maurice Brocco)
- 1925
  - 8e de Paris-Tours

## Résultats sur les grands tours

### Tour de France
- 1912 : 4e,
- 1913 : 3e, vainqueur de 6 étapes, leader du classement général pendant 3 journées
- 1914 : abandon (9e étape)
- 1919 : abandon (2e étape)

### Tour d'Italie
- 1919 : 3e
- 1920 : 6e